# 長崎市立伊王島小学校

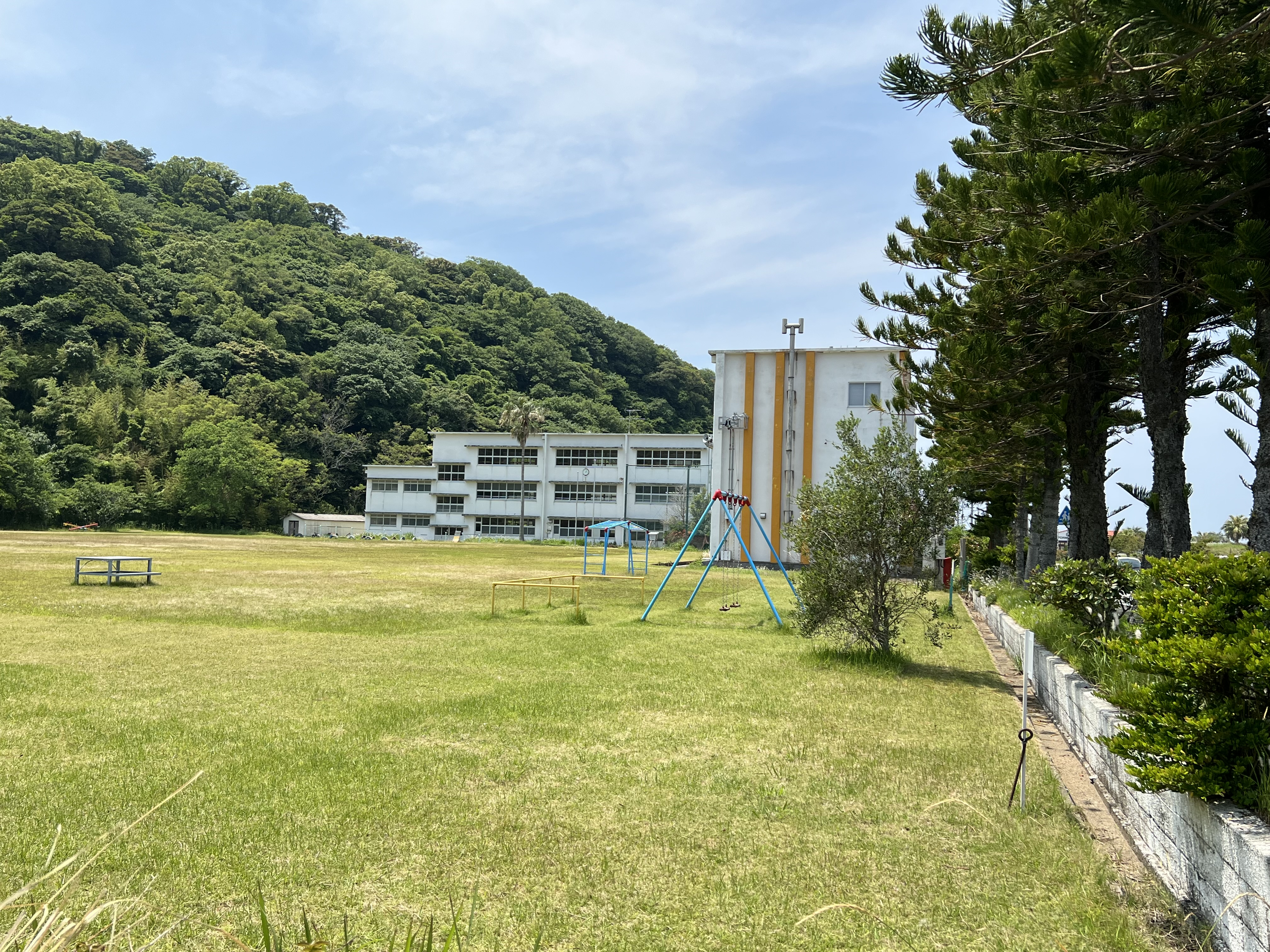
旧校舎

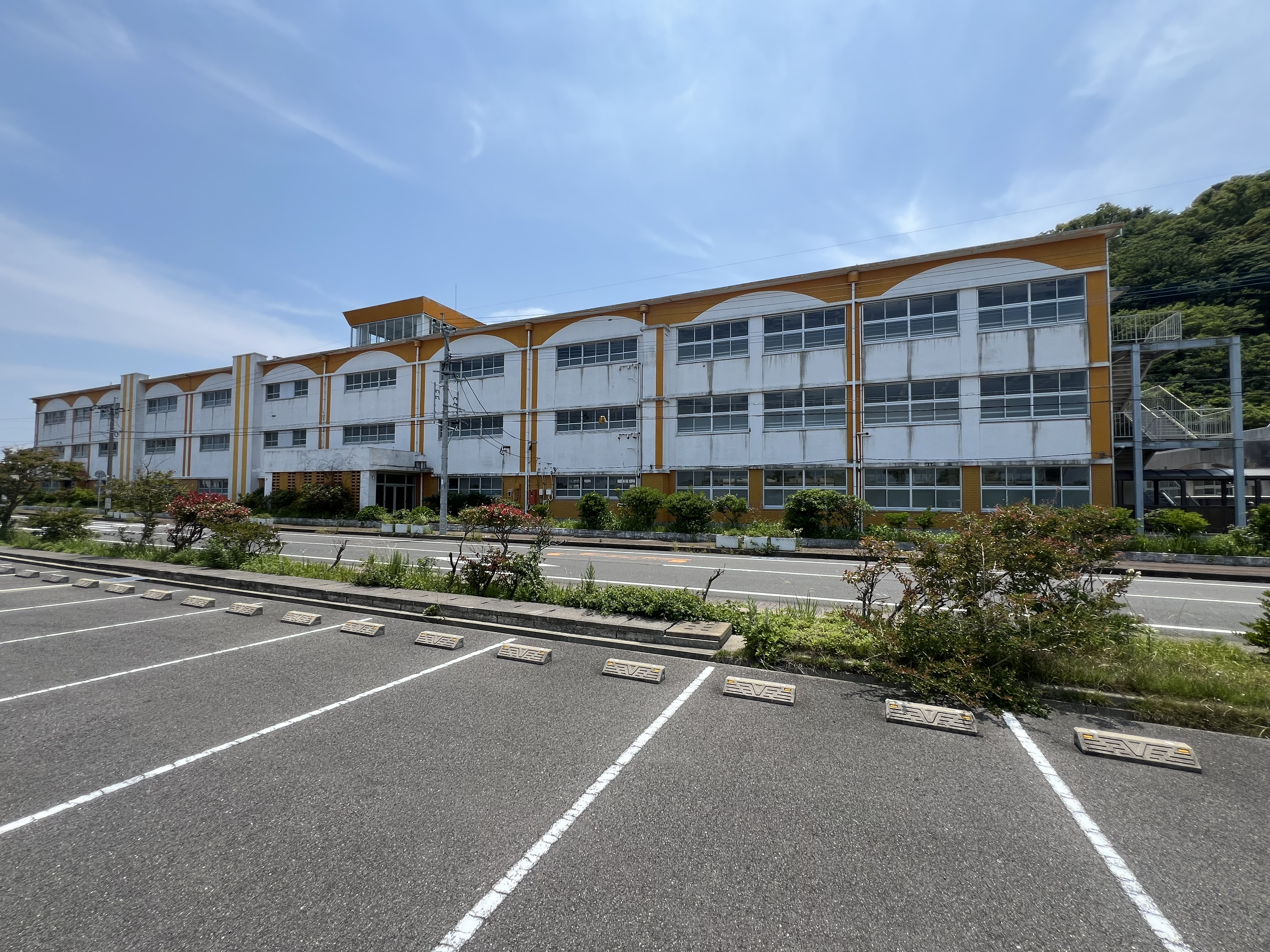
旧校舎

長崎市立伊王島小学校（ながさきしりつ いおうじましょうがっこう, Nagasaki City Ioujima Elementary School）は、長崎県長崎市伊王島町一丁目にある公立の小学校。伊王島地区唯一の小学校である。

## 概要
歴史
1890年（明治23年）に伊王島北部に創立した「伊王島尋常小学校」を前身とする。現校名となったのは2004年（平成16年）。2020年（令和2年）に創立130周年を迎えた。
校章
つばさを広げた鶴の絵の上に、校名の頭文字である「伊」の文字を配している。
校歌
1978年（昭和53年）10月に制定。作詞・作曲はともに、元校長の宗久彌による。歌詞は3番まであり、各番とも「伊王島小学校」が歌詞に登場する。
通学区域
長崎市のうち、「伊王島一丁目・伊王島二丁目」。中学校区は長崎市立伊王島中学校。

## 沿革
- 1890年（明治23年） - 「伊王島尋常小学校」（伊王島北部）が創立。当初は民家を借用して授業を実施。
- 1898年（明治31年）4月 - 「沖之島尋常小学校[2]」（伊王島南部）が創立。
- 1911年（明治44年）6月 - 上記の2校が統合の上、「伊王島尋常小学校」と統合なる。
- 1918年（大正7年） - 伊王島実業補習学校を併設。
- 1919年（大正8年）4月 - 高等科を設置し、「伊王島尋常高等小学校」と改称。
- 1930年（昭和6年）1月 - 校舎を新設。
- 1941年（昭和16年） - 国民学校令により、「伊王島村伊王島国民学校」と改称。
- 1947年（昭和22年）4月 - 学制改革に伴い、「伊王島村立伊王島小学校」と改称。伊王島中学校を併設。
  - その後、児童・生徒数の増加に伴い、中学校校舎を別の敷地に建設し、併設を解消。
- 1957年（昭和32年）10月 - 新校舎が完成。
- 1962年（昭和37年）5月 - 町制施行に伴い、「伊王島町立伊王島小学校」と改称。
- 1963年（昭和38年）10月 - 牛乳給食を開始。
- 1967年（昭和42年）5月 - 特別支援学級を開設。
- 1969年（昭和44年）6月 - 完全給食を開始。
- 1972年（昭和47年）4月 - 体育館が完成。
- 1973年（昭和48年）4月 - 1972年（昭和47年）3月31日の伊王島炭鉱閉山により、児童数が激減。
- 1978年（昭和53年）10月 - 校歌を制定。
- 2004年（平成16年）1月 - 伊王島町が長崎市と合併したことにより、「長崎市立伊王島小学校」（現在名）と改称。
- 2006年（平成18年）4月 - 完全複式学級を実施。
- 2019年（平成31年）
  - 3月 - 中学校校舎へ移転を完了。
  - 4月1日 - 小中併設校「長崎市立伊王島小中学校」としてスタート。

## 交通アクセス
2011年（平成23年）3月27日に伊王島大橋が開通したことにより、伊王島が長崎市本土と結ばれ、自動車やバスで渡ることができるようになった。
最寄りのバス停留所
- 長崎バス「伊王島ターミナル」- 平日のみ3便、30番南長崎行きのバスの一部が「伊王島ターミナル」まで運行されている。
- 長崎市コミュニティーバス（長崎バスが運行、スマートカード使用可）[3]「学校前」バス停

なお、伊王島大橋が開通した後も、長崎港と伊王島を結ぶ航路がある。
最寄りの港
- 伊王島港
  - 長崎汽船（野母商船グループ）高速船「コバルトクイーン号」
    - 長崎港ターミナル（長崎市大波止）と伊王島、高島を結ぶ。長崎港ターミナルから所要時間約25分。